# Partido Socialdemócrata de Georgia
El Partido Socialdemócrata de Georgia (en georgiano: საქართველოს სოციალ-დემოკრატიული პარტია, Sakartvelostvis) fue un partido político marxista y socialdemócrata en Georgia. Al principio se convirtió en la rama georgiana del Partido Obrero Socialdemócrata de Rusia, pero tras la revolución rusa se convirtió en el partido hegemónico en Georgia hasta la invasión de Georgia por el Ejército Rojo (en:Red Army invasion of Georgia) de 1921. 

## Historia

### Inicios
El partido fue fundado en la década de 1890 por Nikolái Chjeidze, Silibistro Yibladze, Egnate Ninoshvili, Noe Zhordania y otros. Miembros del Partido Obrero Socialdemócrata de Georgia, integrado entonces en el Partido Obrero Socialdemócrata de Rusia, participaron activamente en la revolución de 1905, particularmente en Guria, región que se constituyó una república cuyo presidente era Benia Chjikvishvili.
Después de la revolución rusa de 1905, los socialdemócratas georgianos se unieron a la facción menchevique, excepto algunos como Iósif Stalin, Sergó Ordzhonikidze y Filipp Majaradze. Varios de sus figuras más ilustres fueron elegidos para la Duma rusa por las gobernaciones de Kutaisi o Tiflis: Nikolái Chjeidze, Akaki Chjenkeli, Evgueni Gueguechkori, Isidore Ramishvili, Irakli Tsereteli y Noe Zhordania.

### Gobierno provisional y República Federal de Transcaucasia
En 1917, varias figuras de la socialdemocracia georgiana participaron en la revolución rusa. Nikolái Chjeidze de febrero a octubre de 1917 encabezó el Comité Ejecutivo del Sóviet de Petrogrado, un órgano colegiado representativo del poder que gozaba de una enorme influencia en toda Rusia. Irakli Tsereteli desempeñó las labores primero como Ministro de Correos y Telégrafos y luego como Ministro del Interior del gobierno provisional de Rusia de mayo a octubre de 1917.
El partido se convirtió en un "vehículo del nacionalismo georgiano" tras la Revolución rusa.En agosto de 1918, el partido contaba con más de 70 mil personas. El órgano impreso central del partido se convirtió en el periódico “Ertoba” (en georgiano: ერთობა, lit. 'unidad'), publicado en Tiflis entre 1917 y 1921.   
Evgueni Gueguechkori fue, de noviembre de 1917 a febrero de 1918, Alto Comisionado para Transcaucasia (Armenia, Azerbaiyán y Georgia) y luego fue elegido presidente del comité ejecutivo de la República Democrática Federal de Transcaucasia el 10 de febrero de 1918 y la Seima de Transcaucasia estaba presidida por Nikolái Chjeidze. Akaki Chjenkeli sucede a Evgueni Gueguechkori como presidente del comité ejecutivo de Transcaucasia.

### República Democrática de Georgia

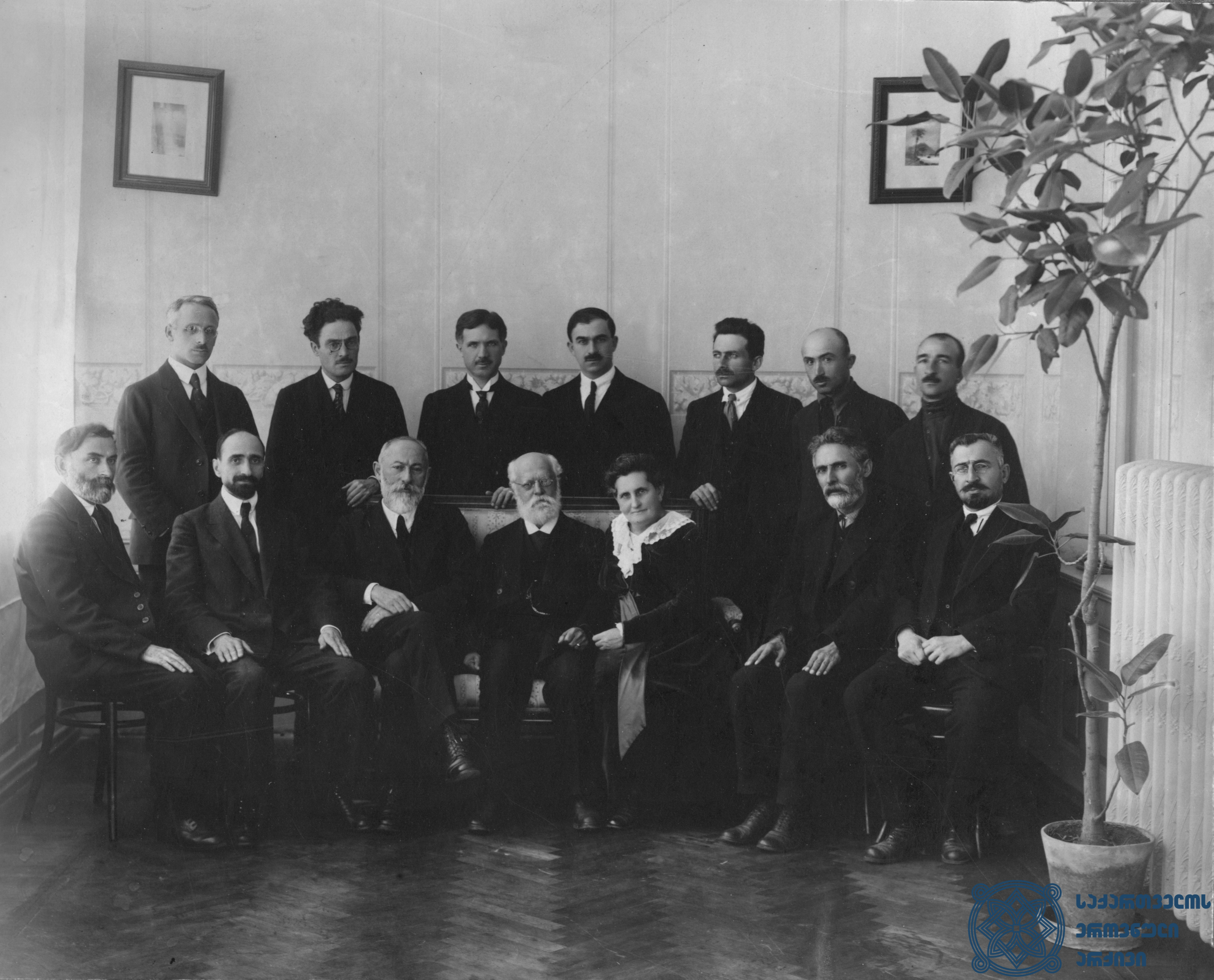
Principales líderes del partido (1920)

En las elecciones parlamentarias del 14 de febrero de 1919 obtuvo el 81,5% de los votos y gobernó la República Democrática de Georgia de 1918 a 1921. Noe Zhordania se convirtió en Primer Ministro, aliado con el Partido Social Federalista y el Partido Nacional Demócrata, y bajo el periodo de gobierno socialdemócrata se aprobaron 126 leyes (aunque el último gobierno fue monocolor socialdemócrata). En palabras de Ronald Grigor Suny, "Sus logros en la construcción de una nación política georgiana fueron extraordinarios. Su apoyo entre todas las clases del pueblo georgiano fue genuino. Y por muy efímeros que fueran sus logros en el breve episodio de la independencia nacional, el testimonio más impresionante de su éxito es el hecho de que no podrían ser desalojados de Georgia excepto por una fuerza militarmente superior desde el exterior".
El partido se enfrentó a una serie de problemas, como que el cuerpo de oficiales del recién creado Ejército Nacional de Georgia estaba integrado por oficiales del Ejército Imperial ruso (en quienes la dirección del partido no siempre confiaba) y la emergente Guardia Nacional era una milicia que no se distinguía por alta disciplina. La cuestión militar fue especialmente relevante en el contexto de las disputas fronterizas con Turquía, Armenia y Azerbaiyán, así como los conflictos con abjasios y osetios.
Después de la derrota final del Imperio alemán en la Primera Guerra Mundial, surgió la cuestión del establecimiento de relaciones con los países de la Entente, que se complicó por las estrechas relaciones de las autoridades georgianas (Nikolái Chjeidze y Irakli Tsereteli, principalmente) con los alemanes tras la celebración del tratado de Brest-Litovsk. Así, por ejemplo, Francia reconoció de jure a la República Democrática de Georgia recién en febrero de 1921, menos de un mes antes del establecimiento del poder soviético en Georgia.

### Invasión soviética y exilio
En marzo de 1921, el gobierno de Georgia fue derrocado por la invasión del Ejército Rojo. El partido fue liquidado en Georgia durante las represiones soviéticas anteriores a la fallida rebelión de agosto de 1924. A partir de 1921, el partido comenzó a operar en el exilio, particularmente en Francia (con sede en Leuville-sur-Orge), Alemania (hasta 1933) y Estados Unidos. Se creó una Oficina de Asuntos Exteriores como nuevo órgano dirigente del partido y el partido fue miembro de la Internacional Laborista y Socialista entre 1923 y 1940.
En estos años el partido se benefició de la ayuda financiera de la Segunda República Polaca de Józef Piłsudski, así como los estrechos contactos con las autoridades francesas. Hasta la década de 1950, los socialdemócratas georgianos en el exilio intentaron mantener vínculos con su patria enviando allí emisarios.
Durante la Segunda Guerra Mundial, los socialdemócratas georgianos en el exilio estaban divididos sobre su actitud hacia el Tercer Reich y su guerra con la URSS. Una minoría apoyó la neutralidad hacia Alemania, con la esperanza de que ayudaría a liberar a Georgia del dominio soviético, pero la mayoría, incluido Irakli Tsereteli, adoptó una posición de oposición al nacionalsocialismo. En abril de 1940, se formó un batallón georgiano en Le Barcarès con el fin de ponerlo a disposición del general Maxime Weygand para las operaciones francesas en Oriente Medio y para un posible desembarco en el Cáucaso.
Con la Guerra Fría y la muerte de sus últimos líderes históricos durante los años 1950, la actividad política del Partido Socialdemócrata de Georgia desapareció. Los últimos miembros, como Noe Tsintsadze, se dedican principalmente a salvaguardar los archivos del gobierno en el exilio en una universidad estadounidense, La contemporaine de Nanterre y en Georgia.

## Ideología
Antes de 1917, el partido era "ambivalente" sobre la independencia de Georgia del Imperio ruso, por lo que algunos georgianos lo han criticado como "antipatriótico y antinacional". Natalie Sabanadze los describe como "únicos en su enfoque no nacionalista de la liberación nacional" y sostiene que "lideraron un movimiento nacional de gran éxito mientras mantenían cierto grado de hostilidad hacia el nacionalismo y evitaban el uso de retórica e ideología nacionalistas".
Entre los objetivos del partido durante su tiempo en el poder estuvieron los siguientes:
- Establecer un sistema parlamentario en Georgia.
- Introducción del sufragio universal para hombres y mujeres, así como para los extranjeros que hayan vivido en Georgia durante más de 20 años.
- Formación de un ejército nacional bajo control gubernamental y una Guardia Nacional bajo control parlamentario.
- Incrementar los niveles de alfabetización y desarrollar el sistema educativo.
- Limitar la semana laboral a 48 horas.

## Resultados electorales

### Elecciones locales
| Elección | Votos   | %    | Representantes | +/–   |
| -------- | ------- | ---- | -------------- | ----- |
| 1919     | 409 766 | 81,5 | 109/130        | Nuevo |